# Arinia streptaxiformis
Arinia streptaxiformis е вид охлюв от семейство Diplommatinidae. Видът е застрашен от изчезване.

## Разпространение и местообитание
Разпространен е в Малайзия (Сабах).
Обитава гористи местности, крайбрежия и плажове в райони с тропически и субтропичен климат.

## Описание
Популацията на вида е намаляваща.